# تاتا ۴۰۷
تاتا ۴۰۷ (انگلیسی: Tata 407)
یک خودروی کامیون سبک است که توسط تاتا موتورز تولید شده‌است. این خودرو که در سال ۱۹۸۶ عرضه شد، تاتا تا سال ۲۰۱۱ بیش از ۵۰۰۰۰۰ دستگاه از این خودرو فروخت. ۴۰۷ دارای بار ۲٫۲۵ تن، طول کلی ۴٫۷ متر و شعاع چرخش ۵٫۵ متر است. این خودرو از مرسدس-بنز هانوماگ مشتق شده‌است.